# معركة بيدنا
مَعْرَكة بَيدناْ (بالإنجليزية: Battle of Pydna) دَارَتْ رَحَاها يوم 22 يونيو 168 ق م في مدينة بيدنا الواقعة ضمن الجزء الشمالي الشرقي من إقليم بييريا في اليونان. بين الجمهورية الرومانية ومملكة مقدونيا خلال فترة الحرب المقدونية الثالثة. شهدت المعركة صعود روما كقوة عُظْمَى خلال العصر الهلنستي ووضعت نهاية لسلالة ملوك الأسرة الأنتيغونية ، التي تَعود أصولها إلى الإسكندر الأكبر نَفسه.  تعتبر المعركة أيضًا دليلاً لانتصار مرونة نظام الفيلق الروماني على صلابة الفيلق المقدوني. 

## المقدمة
بدأت الحرب المقدونية الثالثة عام 171 قبل الميلاد ، بعد عدد من الخطوات قام بها الملك بيرسيوس المقدوني والتي حرضت روما على إعلان الحرب. في البداية ، أنتصر الرومان بعدد من المعارك الصغيرة ، ويرجع ذلك بشكل كبير إلى رفض بيرسيوس توحيد جيوشه. بحلول نهاية العام ، تغير المد بشكل كبير وحقق بيرسيوس نجاحًا في معركة كالينيكوس وأنتقم لمعظم خسائره ، بما في ذلك أستعادة مدينة ديون الدينية المهمة. ثم أسس بيرسيوس نفسه في موقع لا يمكن الاستغناء عنه على نهر إلبيوس ، في شمال شرق اليونان.
في العام التالي ، انتقلت قيادة القوة الاستكشافية الرومانية إلى لوسيوس ماسيدونيكوس ، وهو جندي متمرس كان أحد القناصل لهذا العام. لإجبار بيرسيوس للخروج من موقعه ، أرسل لوسيوس قوة صغيرة (8،200 جُندي و 120 خيال) تحت قيادة كورنيليوس ناسيكا إلى الساحل ، خدعة لإقناع بيرسيوس بأنه كان يحاول عمل مناورة مجاور للنهر. بدلاً من ذلك ، أخذ ناسيكا في تلك الليلة قوته جنوبًا وسار فوق الجبال إلى الغرب من الجيوش الرومانية والمقدونية. تحركوا حتى مدينة بيثيون ، ثم تأرجحوا شمال شرق لمهاجمة المقدونيين من الخلف.
ومع ذلك ، شق أحد الهاربين الرومان طريقه إلى المعسكر المقدوني وأخبر بيرسيوس بخطة ناسيكا مما دفعه لارسال قوة قوامها 12000 فرد تحت قيادة ميلو لإغلاق طريق الاقتراب. المواجهة التي أعقبت ذلك أعادت ميلو ورجاله في حالة من الفوضى نحو الجيش المقدوني الرئيسي. بعد ذلك ، حرك بيرسيوس جيشه شمالًا واتخذ موقعًا بالقرب من مستوطنة كاتريني جنوب بيدنا. كان سهلًا مستويًا إلى حد ما وكان مناسبًا تمامًا للفيلق المقدوني.
ثم قام لوسيوس بإعادة ناسيكا للانضمام إلى القوة الرئيسية ، بينما نشر بيرسيوس قواته لما بدا أنه هجوم من الجنوب من قبل ناسيكا. كانت الجيوش الرومانية في الواقع إلى الغرب ، وعندما تقدموا ، وجدوا أن بيرسيوس قد نَشرة جيشه بالكامل. بدلاً من الانضمام إلى المعركة مع القوات المتعبة من المسيرة ، نزلوا إلى الغرب في سفوح جبل أولوكروس.
في الليلة التي سبقت المعركة ، كان هناك خسوف للقمر ، كان المقدونيون ينظرون إليه على أنه نذير شؤم ؛ وفقًا لبلوتارخ ، فسروا المقدونيون بانه علامه على وفاة ملكهم. في هذه الأثناء ، قيل أن لوسيوس كانت لهو دراية بعلم الفلك وقد فهم أن الكسوف يحدث على فترات منتظمة ولكنه كان لا يزال يعتقد أنه من الضروري أداء التضحيات وانتظار «البشائر الإيجابية». 
بدأ القتال بعد ظهر اليوم التالي ، 22 يونيو / حزيران. يختلف السبب الدقيق لبدء المعركة. إحدى القصص هي أن بيرسيوس انتظر حتى وقت متأخر بما يكفي من النهار حتى لا تكون الشمس في أعين قواته ، ثم أرسل حصانًا جامحًا إلى الأمام لإحداث الإنذار. على الأرجح كان ذلك نتيجة قيام بعض الباحثين عن الطعام من الجيش الروماني من الاقتراب قليلاً من القوات المقدونية وتعرضهم للهجوم من قبل بعض التراقيين في جيش فرساوس. 

## المعركة

ترتيبات تشكيلات فيالق الجيشين قبل المعركة.

### تشكيلة المعركة
كان كلا الجيشين بنفس القوة تقريبًا. كان لدى الرومان ما لا يقل عن 28600 رجل ، ولا يزيد عن 37000 منهم 22000 إلى 34000 من المشاة: الرومان والإيطاليون والحلفاء من اليونان ونوميديا وليجوريا.  كان لدى المقدونيين 43000 جندي في بداية الحرب ، منهم أكثر من 20000 من الفيلق المقدوني.  كان سِلاح الخَيالة متساوية تقريبًا ، حيث وصل عددهم إلى 4000 مقدوني وتراقي ضد حوالي 3400 روماني وحلفاء.  بحلول وقت المعركة ، كان الجيش المقدوني يقترب من 30000 رجل.  على سبيل المثال ، قبل المعركة ، أرسل بيرسيوس 8000 من المقدونيين لحمايته من الأسطول الروماني الذي يهدد مؤخرت جَيشه 2000 بيلتاست ، و 5000 جندي من الفيلق المقدوني ، و 1000 خَيال.  تم تشكيل الجيشين بالطريقة المعتادة. كان الرومان قد وضعوا الفيلقين في المنتصف ، مع قوات المشاة اللاتينية والإيطالية واليونانية المتحالفة على أجنحتهم. تم وضع سلاح الخَيالة على الأجنحة ، مع تَدعيم اليمين الروماني بـ 22 فيلًا.  من الجانب المقدوني توسط الفيلق المقدوني مركز الجَيش، حيث تم تشكيل النخبة من الحرس الذين حاربوا بأسلحة مطلية بالذهب وكانوا يرتدون ملابس حمراء بالغ قوامها 3000 فرد وضعت على يسار الفيلق.  قام الجنود الأخف وزنا والمرتزقة والمشاة التراقيون الذين يرتدون ملابس سوداء ومسلحين بفؤوس قتال ثقيلة بحراسة جانبي الفيلق ، في حين أن سلاح الخَيالة المقدوني كان على الأرجح مصفوفًا على كلا الجانبين. كانت الوحدة الأقوى في الجيش على اليمين المقدوني ، حيث قاد بيرسيوس سلاح الخَيالة الثقيل (بما في ذلك سرب النخبة المقدس) ، وتم نشر سلاح الخَيالة التراقيين الأودريسيين. ومع ذلك ، تشير مصادر أخرى إلى أن سلاح الخَيالة لم يشارك في القتال ، بسبب وجود اضراب ضد بيرسيوس من قبل النبلاء.

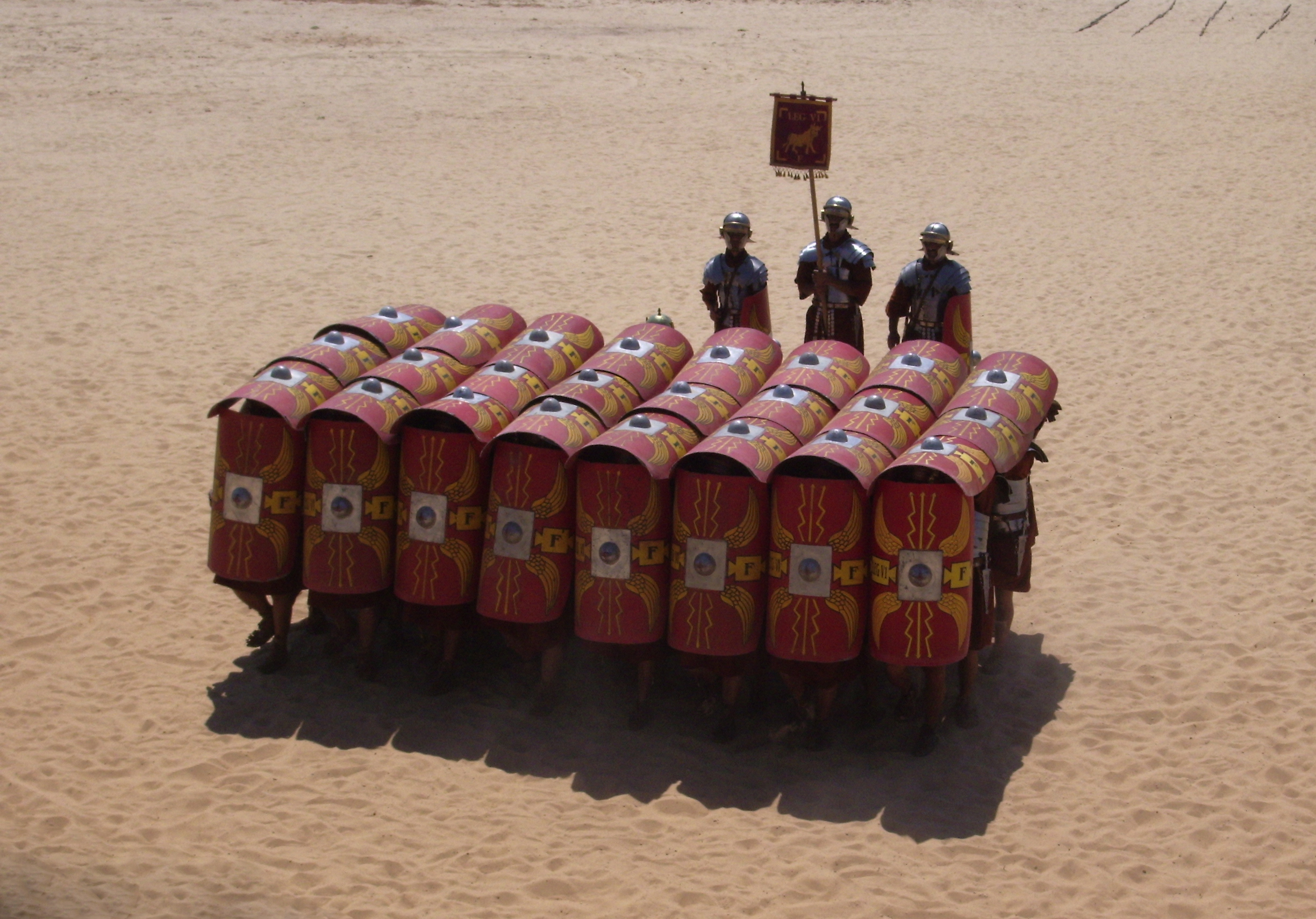
تَشكيلة الفيلق الروماني
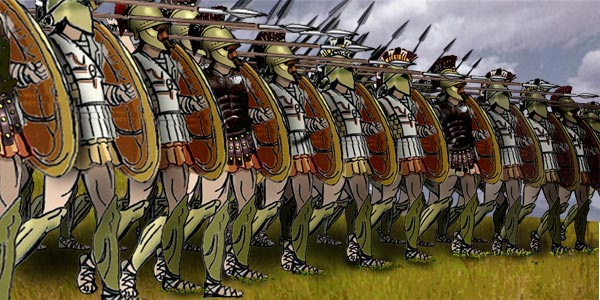
تَشكيلة الفيلق المقدوني

### سَير المعركة
انخرط المركزان في حوالي الساعة 3 مساءً ، مع تقدم المقدونيين على الرومان على بعد مسافة قصيرة من المعسكر الروماني. صرح لوسيوس في وقت لاحق أن مشهد الفيالق المقدونية قد ملأه بالدهشة والرعب. منعت الرماح الطويلة المتعارضة للفيالق المقدونية الرومان من الوصول إلى حامليها. حاولة الفيالق الرومانية دفع الرماح للأسفل أو قطع رؤوسهم دون نجاح يذكر. تم دفع الرومان إلى الوراء وكان بعض حلفائهم اليونانيين بدئوا بالفعل بمغادرة ساحة المعركة. بدأ ضباط الحلفاء الرومان في يأس. احدهم «أجر ثيابه» في حالة من الغضب. استولى آخر على معيار وحدته وألقى بها بين الأعداء. وجه رجاله تهمة يائسة لاستعادتها ، لكنهم تعرضوا للضرب على الرغم من إلحاق بعض الضحايا. غير قادر على الوصول تحت شعيرات الحراب الكثيفة ، ثم بدأ الرومان تراجعًا مخططًا للخلف على الأرض الوعرة.
ولكن مع تقدم الكتائب المقدونية بسرعة ، وجدت نفسها في سفوح التلال. هناك أصبحت الأرض غير مستوية ، وكانت خطوط الكتائب طويلة جدًا وفقدت تماسكها. أدى هذا إلى خلق عدد من الشقوق في صفوف الفيالق المقدونية ، وفقد الخط تماسكه. حينها أمر بيرسيوس جحافل الفيالق الرومانية للاندفاع في الثغرات ، مهاجمأ تشكيلات الفيالق المقدونية من أجنحتها المكشوفة. بعدها ، ساد السيف الروماني الأطول والدرع الأثقل بسهولة على الرماح المقدونية والدروع الأخف. وسرعان ما انضم إليهم اليمين الروماني ، الذي نجح في هزيمة اليسار المقدوني.

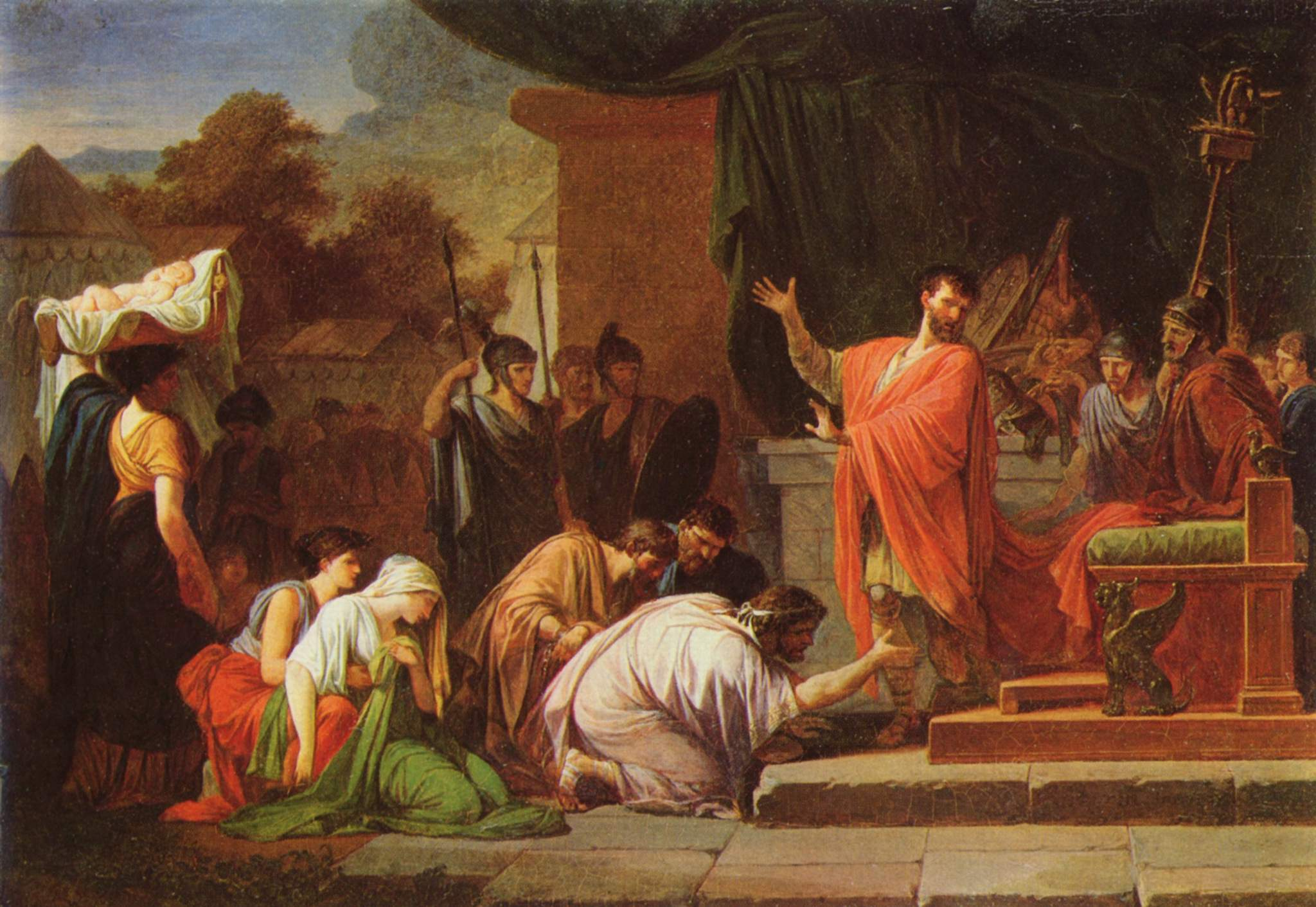
بيرسيوس يستسلم لـ لوسيوس. بريشة جان فرانسوا بيير بيرون 1802.

عند رؤية مسار المعركة ، هرب بيرسيوس مع سلاح الخيالة من اليمين المقدوني. وفقا لبلوتارخ ، لم يكن على سلاح الخيالة برساوس الاشتباك بعد ، حسب بوليبيوس ، انسحب بيرسيوس إلى المدينة مع الخيالة بحجة القيام بتضحية لهرقل. في وقت لاحق اتهم الناجون من المشاة كل من الملك وسلاح الخيالة بالجبن. لكن في دفاعه ، كتب بوسيدونيوس أن بيرسيوس كان قد دخل المعركة مصابًا لأن حصانًا قد ركل ساقه في اليوم السابق ، وأنه هرب فقط بعد أن أصيب برمح. علاوة على ذلك ، أدرك بيرسيوس بحق أن المعركة قد خسرت بالفعل. ومع ذلك ، حارب 3000 من الحرس الملكي المقدوني حتى الموت ، وتم أسر ما يقرب من 11000 مقدوني ، وأفاد تيتوس ليفيوس أن مصادره المختلفة ادعت مقتل ما يصل إلى 20000 مقدوني.  استمرت المعركة قرابة الساعة ، لكن المطاردة الدموية استمرت حتى حلول الظلام. وفقًا لبلوتارخ ، في اليوم التالي كانت مياه النهر أحمر بالدم. يؤكد هو وليفيوس أن الرومان لم يعطوا عفواً أثناء المعركة ، لكنهم قتلوا أيضًا الجرحى والذين استسلموا. تشير تقارير أخرى إلى أنه بسبب أرتكاب خطأ تكتيكي من جانب الملك ، تم فصل 10000 جندي مقدوني لم يشاركوا في الاشتباك. 

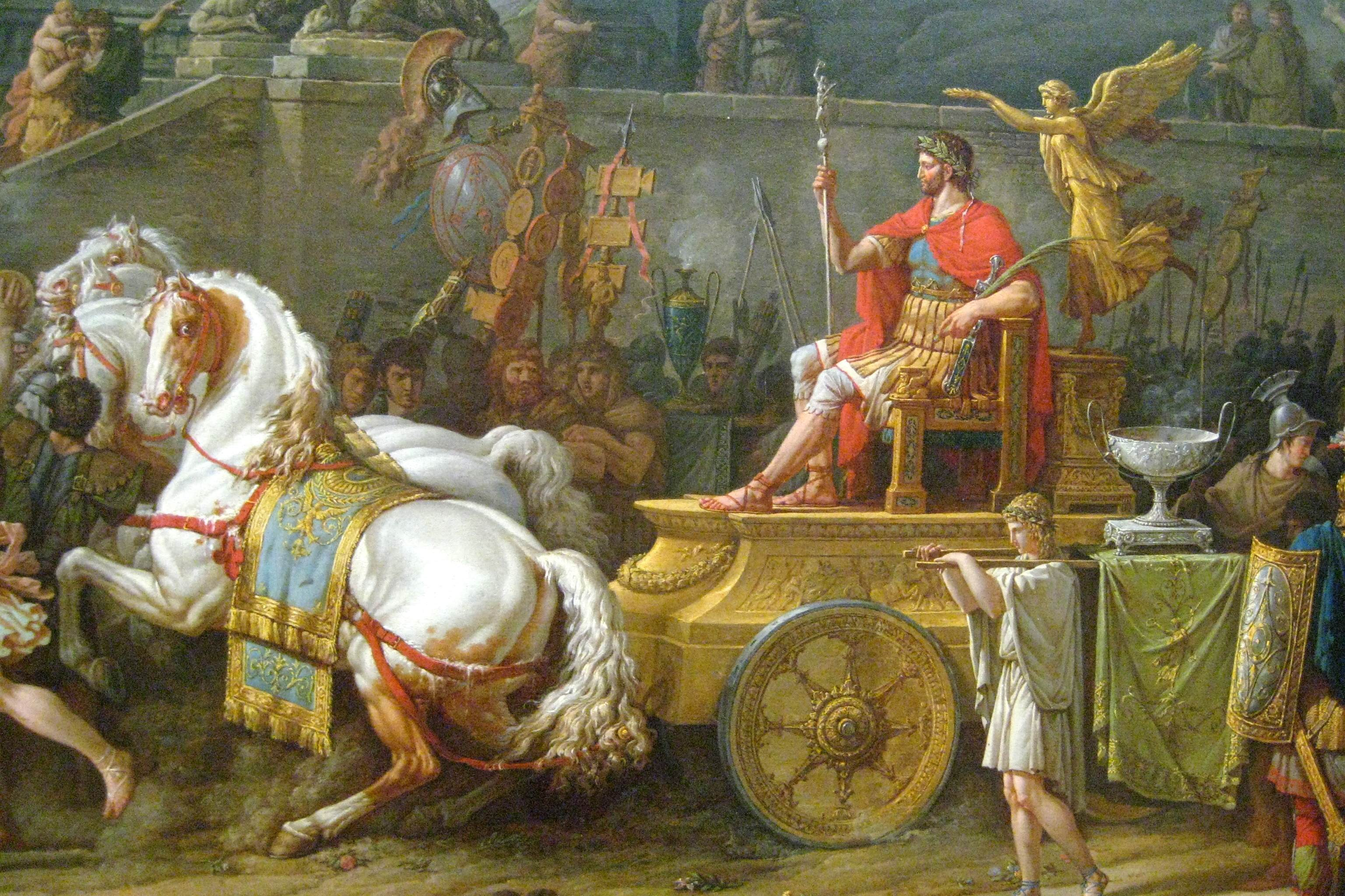
انتصار لوسيوس بريشة كارل فيرنيه 1789.

كان هناك العديد من الأبطال بين الرومان. كان يعتقد أن ابن لوسيوس، سكيبيو إيميليانوس ، فقد لفترة من الوقت ، لكنه مع بعض مرافقيه كانوا يطاردون المقدونيين المنسحبين. كذلك تميز ابن كاتو الأكبر ، ماركوس بورسيوس كاتو ليسينيانوس في المعركة ببراعته الشخصية في قتال خسر فيه لأول مرة واسترد سيفه أخيرًا.

### تحليل
غالبًا ما تُعتبر المعركة انتصارًا لمرونة نظام الفيلق الروماني على صلابة الفيلق المقدوني. ومع ذلك ، فإن الاستنتاجات الحديثة هي أن الخسارة كانت في الواقع بسبب فشل هيكل القيادة الثابت من جانب للملك بيرسيوس ، وكذلك الموقف الغريب لسلاح الخَيالة المرافق ، الذين لم يشتبكوا مع العدو. من حالة 3000 أجيما ، الذين حافظوا على التماسك لفترة أطول بكثير من الكتائب العادية ، يمكن الاستنتاج أن مستويات تدريب القوات المشاركة لعبت دورًا مهمًا في تحديد كل من القوة الأمامية لكتيبة رمح ونجاح المشاة في محاولة لاختراق جدار رمح. كان المقدونيون على دراية بتكتيكات القتال الرومانية لعقود. ومع ذلك كانت الفيالق المقدونية في مَعْرَكة بَيدناْ سريعة جدًا وتقدمت بعيدًا جدًا عن هيكل الجيش ، بحيث انقطع الاتصال بالقوات المرافقة وفقد الغطاء الجانبي.
ومع ذلك ، تُظهر المعركة (وكذلك معركة مغنيسيا على وجه الخصوص) أن الهزائم ضد الرومان يمكن إرجاعها إلى عدم قدرة الجنرالات المقدونيين الفرديين بالإضافة إلى طريقتهم القديمة في شن الحرب. 

## ما بعد الواقعة
لم تَكن هذ المَعركة هي الصَراع الأخير بين الامبراطوريتين، لكنها كسرة ظهر القوة المقدونية. تمثل مَعْرَكة بَيدناْ وتداعياتها السياسية النهاية الفعلية لاستقلال مقدونيا ، على الرغم من أن الضم الرسمي كان لا يزال بعيدًا بعض سنوات. كانت العواقب السياسية للمعركة الخاسرة وخيمة. استسلم بيرسيوس لاحقًا إلى لوسيوس ، وتم عرضه بأحتفال الانتصار في روما مُقيد بالسلاسل. ثم تم سجنه. تضمنت تسوية مجلس الشيوخ ترحيل العديد من أصدقاء الملك إلى إيطاليا وسجن بيرسيوس (فيما بعد الإقامة الجبرية) في ألبا فوسينز. 
تم حل المملكة المقدونية ، واستبدلت حكومتها بأربع جمهوريات كانت مقيدة بشدة من التواصل أو التجارة مع بعضها البعض. مع مرور الوقت ، تم حل هذه أيضًا ، وأصبحت مقدونيا مقاطعة رومانية. في عام 167 قبل الميلاد ، تلقى لوسيوس أوامر بمهاجمة إبيروس ، مما أدى إلى استعباد 150.000 إبيروسي ونهب 70 مدينة.  حدث هذا لأن مولوسيان ، إحدى قبائل الأبيروس، أرسلوا المساعدة إلى بيرسيوس ، لكن جميع الإبيروسيين عانوا على حد سواء في الهجوم الروماني.

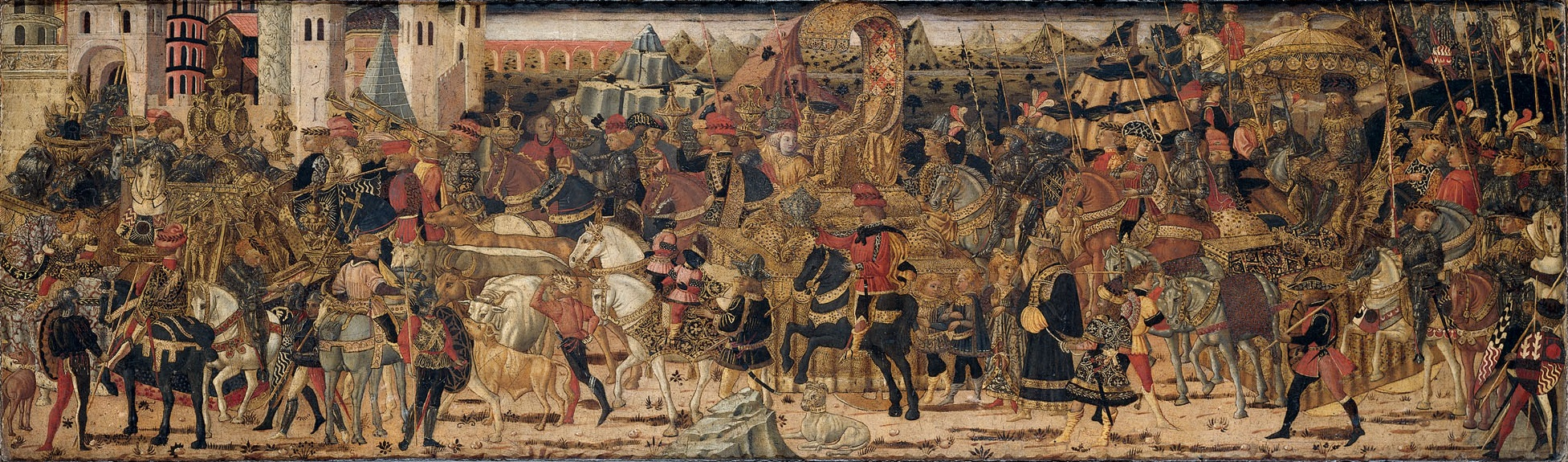
انتصِار لوسيوس ماسيدونيكوس بعد مَعْرَكة بَيدناْ حوالي 1450